# Leichtathletik-Europameisterschaften 1938/Hochsprung der Frauen

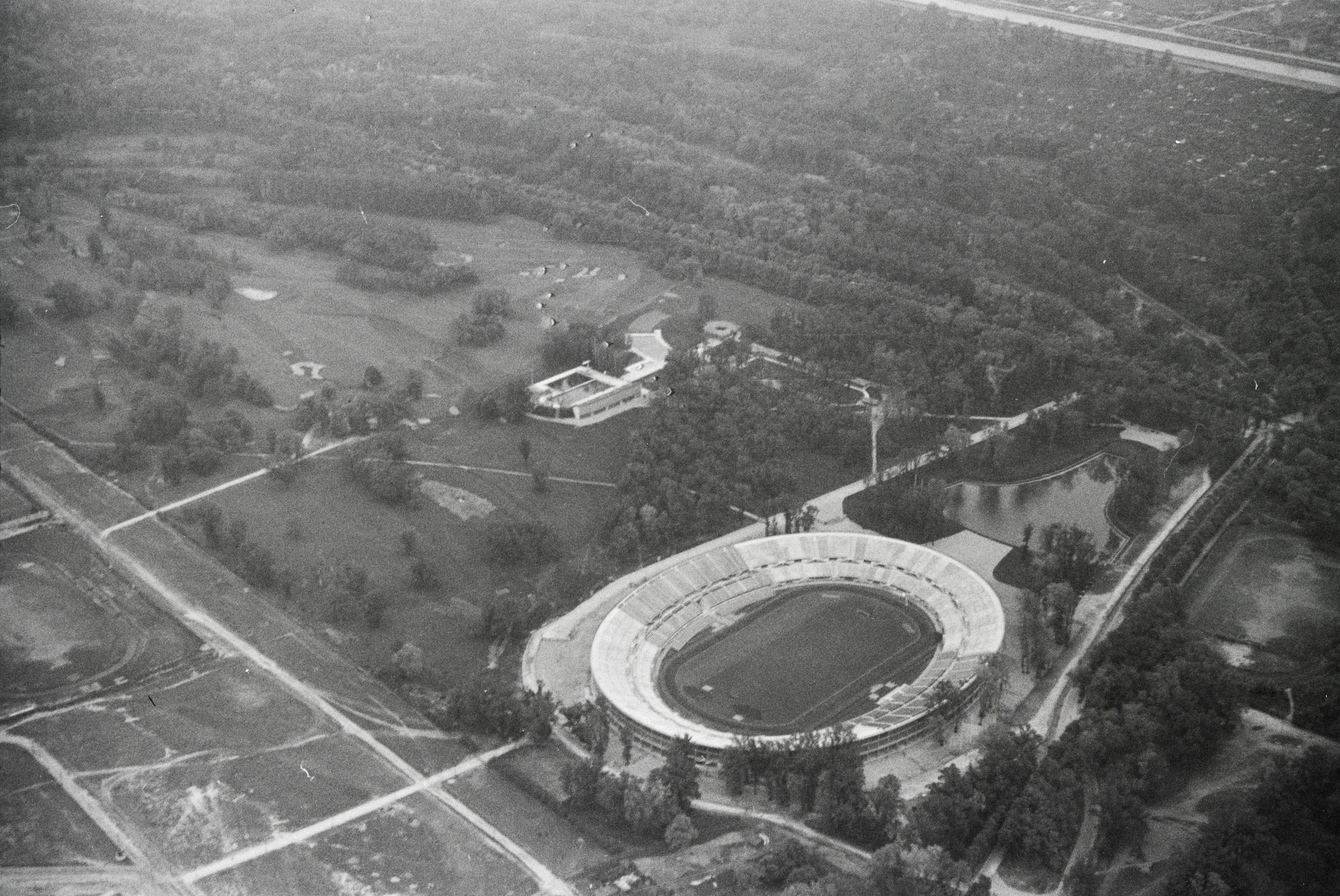
Praterstadion auf einer Luftaufnahme 1932

Der Hochsprung der Frauen bei den Leichtathletik-Europameisterschaften 1938 wurde am 18. September 1938 im Wiener Praterstadion ausgetragen.
Europameisterin wurde die Ungarin Ibolya Csák. Sie gewann vor der Niederländerin Nelly van Balen-Blanken. Auf den dritten Platz kam die Deutsche Feodora zu Solms. Die Medaillengewinnerinnen stellten mit 1,64 m einen neuen Europarekord auf. Die Verteilung der Medaillen erfolgte über die Fehlversuchsregel.

## Bestehende Rekorde

### Bestehende Rekorde
| Weltrekord           | 1,65 m                                              | Jean Shiley                                         | OS Los Angeles, USA                                 | 7. August 1932                                      |
| Weltrekord           | 1,65 m                                              | Mildred Didrikson                                   | OS Los Angeles, USA                                 | 7. August 1932                                      |
| Europarekord         | 1,62 m                                              | Lien Gisolf                                         | Amsterdam, Niederlande                              | 12. Juni 1932                                       |
| Meisterschaftsrekord | Einen Europameisterschaftsrekord gab es noch nicht. | Einen Europameisterschaftsrekord gab es noch nicht. | Einen Europameisterschaftsrekord gab es noch nicht. | Einen Europameisterschaftsrekord gab es noch nicht. |

Anmerkung zu den Rekorden:

Es sind drei Ergebnisse dokumentiert, die um 0,1 Zentimeter über dem oben aufgeführten offiziellen Welt- und damit auch Europarekord lagen. Diese nachfolgend der Vollständigkeit halber aufgelisteten Resultate sind allerdings inoffiziell und nicht offiziell anerkannt worden.
| 1,651 m | Dora Greenwood | Brentwood, Großbritannien | 8. Juni 1933 |
| 1,651 m | Dorothy Odam   | Southend, Großbritannien  | 1. Juni 1936 |

### Rekordverbesserungen
Am Ende des Wettbewerbs hatten die drei Medaillengewinnerinnen mit ihren 1,64 m den offiziellen Europarekord um drei Zentimeter gesteigert. Diese Höhe stellte gleichzeitig den neuen Europameisterschaftsrekord dar:
| Neuer Europa- und Meisterschaftsrekord: | 1,64 m | Ibolya Csák             | Finale am 18. September |
| Neuer Europa- und Meisterschaftsrekord: | 1,64 m | Nelly van Balen-Blanken | Finale am 18. September |
| Neuer Europa- und Meisterschaftsrekord: | 1,64 m | Feodora zu Solms        | Finale am 18. September |

## Disqualifikation
Ursprünglich war Dora Ratjen mit der neuen Weltrekordhöhe von 1,70 m offizielle Siegerin des Wettbewerbs. Nach der Feststellung, dass Ratjen in Wirklichkeit ein Mann war, wurde ihm/ihr der Titel jedoch aberkannt. Sein eigentlicher Name war Heinrich Ratjen.

## Finale
18. September 1938
| Platz | Name                    | Nation             | Höhe (m)   | 1,50 m | 1,55 m | 1,58 m | 1,61 m | 1,64 m | 1,67 m |
| ----- | ----------------------- | ------------------ | ---------- | ------ | ------ | ------ | ------ | ------ | ------ |
| 1     | Ibolya Csák             | Ungarn             | 1,64 CR/ER | –      | –      | –      | o      | o      | xxx    |
| 2     | Nelly van Balen-Blanken | Niederlande        | 1,64 CR/ER | –      | xxo    | xo     | xxo    | o      | xxx    |
| 3     | Feodora zu Solms        | Deutsches Reich    | 1,64 CR/ER | –      | –      | o      | o      | xxo    | xxx    |
| 4     | Dorothy Cosnett         | Großbritannien     | 1,58       | –      | –      | ?o     | xxx    |        |        |
| 5     | Dora Gardner            | Großbritannien     | 1,58       | –      | –      | ?o     | xxx    |        |        |
| 6     | Ilsebill Pfenning       | Schweiz            | 1,55       | –      | ?o     | xxx    |        |        |        |
| 7     | Karin Färnström         | Schweden           | 1,55       | –      | ?o     | xxx    |        |        |        |
| 8     | Wanda Nowak             | Deutsches Reich    | 1,50       | ?o     | xxx    |        |        |        |        |
| DSQ   | Dora Ratjen             | Deutsches Reich    | [ 4 ]      |        |        |        |        |        |        |
| DNS   | Gina Spagglari          | Königreich Italien |            |        |        |        |        |        |        |

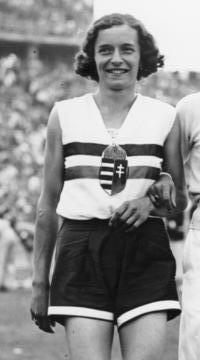
Europameisterin wurde die Olympiasiegerin von 1936 Ibolya Csák
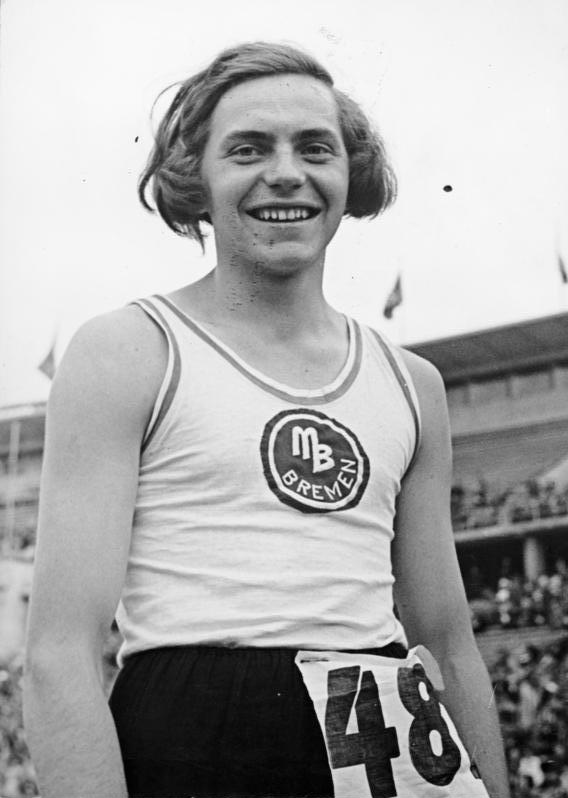
Zunächst als Siegerin deklariert wurde Dora Ratjen – in Wirklichkeit Heinrich Ratjen. Wegen ihrer/seiner Intersexualität wurde dieses Resultat jedoch später gestrichen.